# Juin 1799

## Événements
- 2 - 5 juin : Première bataille de Zurich.

- 3 juin : Bataille de Vire.

- 3 - 7 juin : Masséna remporte une première victoire à Zurich, mais ses flancs découverts, doit battre en retraite[1].

- 13 juin : convention commerciale tripartite entre le général anglais Thomas Maitland, les États-Unis et Toussaint Louverture, pour l’ouverture des ports d’Haïti au commerce[2].

- 13 - 19 juin : Naples est reprise par les troupes sanfédistes du cardinal Ruffo[3].

- 14 juin : l’armée de Syrie est de retour au Caire. Bonaparte, revenus sur ses pas, bat les Turcs sur terre à Aboukir le 25 juillet, mais se trouve de nouveau enfermé dans sa conquête[4]. Inquiet de cette situation, Bonaparte prend prétexte de la seconde coalition pour abandonner le commandement à Kléber le 22 août et rentrer en France[5]. Après son départ, la situation du corps expéditionnaire français devient précaire.

- 17 - 19 juin : à la bataille de la Trébie, Macdonald inflige de lourdes pertes à Souvorov avant de battre en retraite[6]. Souvorov, vainqueur, prend le titre de prince d’Italie. L’armée d’Italie reflue sur les Alpes.

- 18 juin, France : Journée du 30 prairial an VII. Du 16 au 20 juin, sous la pression des assemblées, Treilhard est éliminé parce qu'il est élu Directeur moins d'un mois après sa sortie du conseil des Cinq-Cents ; La Révellière-Lépeaux et Merlin de Douai démissionnent pour couper court à des accusations de trahison et de concussion. Ducos, Moulin et Gohier les remplacent. La majorité se fonde sur l'alliance de républicains modérés et de Jacobins.
  - Cambacérès, ministre de la justice, Fouché ministre de la police, Lindet ministre des finances.

- 22 juin : convention russo-britannique de Saint-Pétersbourg en vue d’une campagne en République batave[7].

- 27 juin, France (9 messidor an VII) : appel de conscrits et suppression du remplacement.

## Naissances
- 17 juin : Jean-Baptiste Alphonse Dechauffour de Boisduval (mort en 1879), médecin, entomologiste et botaniste français.
- 18 juin : William Lassell (mort en 1880), astronome britannique.
- 26 juin : Camille de Briey, homme politique et diplomate belge († 3 juin 1877).

## Décès
- 23 juin : Antoine Deparcieux (né en 1753), mathématicien français[8].
- 25 juin : Goryu Asada (né en 1734), astronome japonais.
- 26 juin : Pierre-Jacques Willermoz (né en 1735), médecin et chimiste français.